# Nawodzice
Nawodzice [pronunciación en polaco: /navɔˈd͡ʑlo͡sɛ/] es un pueblo ubicado en el distrito administrativo (gmina) de Klimontów, dentro del Condado de Sandomierz, voivodato de Świętokrzyskie, Polonia. Según el censo de 2011, tiene una población de 655 habitantes.
Está ubicado aproximadamente a 5 kilómetros al sur de Klimontów, a 24 kilómetros al oeste de Sandoerz y a 65 kilómetros al sureste de la capital regional Kielce.